# Araneus ishisawai
Araneus ishisawai es una especie de araña del género Araneus, tribu Araneini, familia Araneidae. Fue descrita científicamente por Kishida en 1928.
Se distribuye por Japón, Corea y Rusia. La especie se mantiene activa durante los meses de enero, marzo, abril, mayo, julio, agosto, septiembre y octubre.